# Zavon Hines
Zavon Hines est un ancien footballeur anglo-jamaïcain né le 27 décembre 1988 à Kingston en Jamaïque. Il évoluait au poste d'attaquant.

## Biographie

### Club
Formé à West Ham Utd, Hines signe professionnel en juillet 2007. Le 27 mars 2008 il est prêté à Coventry City jusqu'au 5 mai 2008, il y dispute ses sept premiers matchs professionnels en Championship comme remplaçant. Lors du deuxième, il inscrit même son premier but contre Sheffield Wednesday.
Il fait ses débuts avec West Ham United au début de la saison 2008-2009, en FA Cup contre Macclesfield Town, et inscrira même son premier but pour les Hammers. Malheureusement, il se blessera gravement au genou par la suite, lui faisant louper toute la saison. Il revient pour l'avant saison 2009-2010, et dispute en septembre 2009 son premier match de Premier League contre Liverpool. Le 4 novembre 2009, il inscrit contre Aston Villa son premier but en Championnat en marquant le but de la victoire (2-1) dans les arrêts de jeu.
Le 18 août 2011, il signe en contrat de deux ans en faveur de Burnley, club de Championship.
Le 18 août 2012, il signe en faveur de Bradford City.
Le 20 décembre 2016, il rejoint Southend United .

### International
Le 10 février 2009, Hines est appelé en équipe de Jamaïque pour un match amical contre le Nigéria, mais il restera sur le banc des remplaçants.
Le 1er octobre, il répond favorablement a une convocation des espoirs anglais pour un match contre la Macédoine. Rentré à la mi-temps à la place de Theo Walcott, il inscrit un doublé pour ses débuts.
N'ayant pas joué en A avec l'Angleterre, Hines peut toujours jouer pour la Jamaïque.